# Красна Бессарабія (Григоріопольський район)
Красна Бессарабія (рос. Красная Бессарабия; рум. Crasnaia Besarabia) — село в Григоріопольському районі в Молдові (Придністров'ї). Населення становить 80 осіб. Входить до складу Колосівської селищної ради. 
Село було засноване в 1828 році.
Станом на 2004 рік у селі проживало 46,3% українців.